# Анадия (Бразилия)
Анадия (порт. Anadia) — муниципалитет в Бразилии, входит в штат Алагоас. Составная часть мезорегиона Восток штата Алагоас. Входит в экономико-статистический микрорегион Сан-Мигел-дус-Кампус. Население составляет 18 625 человек. Занимает площадь 189,47 км². Плотность населения — 86,91 чел./км².
Праздник города — 18 июля.

## История
Город основан в 1895 году.